# Hohe Tanne (Hanau)
Koordinaten: 50° 8′ 52,5″ N, 8° 52′ 24,1″ O
Hohe Tanne ist ein Stadtbezirk von Hanau im Main-Kinzig-Kreis in Hessen und hat etwa 560 Einwohner.
Die Siedlung zählt zum Stadtteil Nordwest und liegt am nordwestlichen Stadtrand 9 km vom Stadtzentrum entfernt inmitten eines ausgedehnten Waldgebietes. Sie besteht überwiegend aus repräsentativen Villen mit parkähnlichen Grundstücken und zählt zu den gefragtesten Adressen der Brüder-Grimm-Stadt. Nicht zuletzt auch aufgrund der geringen Entfernung von nur 17 km nach Frankfurt am Main. Hohe Tanne grenzt unmittelbar an den Staatspark Wilhelmsbad mit seiner ehemaligen Kuranlage, Reiterhof und Golfplatz.

## Geschichte
Ursprünglich gehörte die Hohe Tanne zum benachbarten Wachenbuchen. Im Rahmen der Gartenstadt-Bewegung beschloss der Gemeindevorstand Ende 1911 den Bau einer Siedlung, die sich an dem zuvor errichteten Villenviertel in Buchschlag im Kreis Offenbach orientieren sollte. 1912 akzeptierte die Regierung der Provinz Hessen-Nassau die Rodung von Waldfläche an der Gemarkungsgrenze in der Nähe des Kurparks Wilhelmsbad bei Hanau. Im Herbst 1912 begannen die Bauarbeiten an den ersten Häusern entlang der Hochstädter Landstraße, das Viertel wuchs sodann bis zur Straßenverbindung zwischen Wachenbuchen und Hanau.
Im Zuge der Gebietsreform in Hessen wurde die Villensiedlung Hohe Tanne 1974 der Stadt Hanau zugeschlagen.